# Für immer Sommer 90
Für immer Sommer 90 ist ein deutscher Fernsehfilm von Jan Georg Schütte und Lars Jessen aus dem Jahr 2021, der nach einem Drehbuch von Charly Hübner, Lars Jessen und Jan Georg Schütte entstand. Das Improvisations-Roadmovie mit Charly Hübner in der Hauptrolle hat eine Länge von 88 Minuten und wurde am 6. Januar 2021 im Rahmen der Reihe Der FilmMittwoch im Ersten erstmals im TV ausgestrahlt. Seit dem 23. Dezember 2020 ist der Film als vierteilige Miniserie in der ARD-Mediathek verfügbar.

## Handlung
Es ist Sommer 2020, die COVID-19-Pandemie ist allgegenwärtig, als Protagonist Andy von seiner Vergangenheit eingeholt wird und sich auf den Weg macht, um die gegen ihn vorgebrachten Anschuldigungen auszuräumen.

### Andy
Andy Brettschneider ist ein erfolgreicher Investmentbanker, der vor 30 Jahren (1990) seine ostdeutsche Heimat verlassen hat und über die Stationen Marseille und Lyon jetzt in Frankfurt am Main arbeitet. Früher nannte er sich noch Andi, heute bevorzugt er die international gängigere englische Form Andy. Er hat es zum Multimillionär gebracht und gönnt sich ein mit Blattgold verziertes Steak, nachdem seine Firma mit hohem Gewinn in Autos mit Wasserstoffantrieb investiert hat. Mit seiner Mitarbeiterin und Kollegin Bea kommt er gut zurecht, planen sie doch, weiter in der Firma aufzusteigen. Doch auf einmal informiert ihn sein Geschäftspartner darüber, dass Vergewaltigungsvorwürfe gegen ihn vorliegen. Eine geplante Dienstreise nach Malmö soll er daher erst einmal nicht antreten. Andy ist geschockt, erhält aber keine weiteren Informationen über die Vorwürfe und den Urheber.
Andys Mutter teilt ihm mit, eine „Freundin der Familie“ habe ihr geschrieben, Andy habe sie im Sommer 1990 am Tag des Endspiels der Fußballweltmeisterschaft auf einer Party mit Gewalt zum Sex gezwungen. Dadurch habe Andy ihr Leben ruiniert. Andy versucht seine Mutter davon zu überzeugen, dass an den Vorwürfen nichts dran ist; er selbst hat keinerlei Erinnerungen an den Abend. Da er damals aber am folgenden Morgen überstürzt nach Brüssel aufgebrochen ist und seitdem keinen Kontakt mehr zu den anderen aufgenommen hat, bleiben Zweifel. Daher macht er sich auf den Weg, seine damaligen Freunde aufzusuchen, um die Sache aufzuklären.

### Katrin und Sven
Erste Station ist Salzgitter, wo Andys damalige Freundin Katrin als Arzthelferin arbeitet. Zunächst freut sich Katrin über den unerwarteten Besuch; sie unterhalten sich über die Vergangenheit, und er erfährt, dass sie einige Zeit in Los Angeles verbracht hat und jetzt in Salzgitter zufrieden ist. Sie wirft ihm sein 30-jähriges Verschwinden vor, worüber sie immer noch verärgert und gekränkt ist. Auch erzählt sie ihm, dass er sie auf der Party „geschubst“ hat und ihr dafür noch eine Erklärung schuldet. Ansonsten hat sie auch keine weiteren Erinnerungen. Andy vermutet in ihr die Verfasserin der Briefe und bietet ihr Geld an, um die Sache dadurch aus der Welt zu räumen. Katrin ist empört und schickt Andy weg.
Andy fährt anschließend nach Neuruppin zu Sven, der aufgrund seiner Heirat jetzt einen adligen Nachnamen führt. Sven freut sich sehr über den Besuch des erfolgreichen damaligen Freundes und spielt auf Andys Nachfragen die Sache herunter: Sie alle hätten auf der Party viel getrunken, seien angetörnt gewesen und hätten Sex und jeder seinen Spaß gehabt. Erneut muss sich Andy Vorwürfe wegen seines langen Schweigens anhören. Sven ist mit seiner Freundin Annett zum Studium nach Leipzig gegangen, wo sie sich dann getrennt haben. Jetzt arbeitet er als Versicherungsvertreter und Motivationstrainer, was Andy an einem Zertifikat abliest. Sven würde gern mit Andy zusammenarbeiten, doch Andy bleibt nicht einmal zum Grillen, auch weil er weiter zu Annett möchte, die – wie er von Sven erfahren hat – immer noch in Leipzig lebt.

### Annett und Marina
In Leipzig besucht Andy Annett, die mit ihrem Mann und ihrer Tochter in einer großen Wohnung wohnt. Auch sie hält ihm vor, dass er sich erst nach 30 Jahren meldet. Annett hat von Marina eine E-Mail erhalten, in der sie Andy der Vergewaltigung beschuldigt; sie wisse nicht mehr, wie sie weiterleben solle. Annett konfrontiert Andy mit kritischen Fragen, zum Beispiel, ob er Frau und Kinder hat, was er beruflich macht und was er verdient. Auch möge er darüber nachdenken, was der Unterschied zwischen einvernehmlichem Sex und einer Vergewaltigung sei. Auf seine Erwiderung, er vergewaltige nicht, weder in der Liebe noch in anderer Hinsicht, wirft sie ihm vor, er vergewaltige in seinem Beruf ständig andere Menschen, denn finanzieller Gewinn sei nur möglich, wenn andere Verlust erleiden. Sie konfrontiert ihn mit der Profitgier von Managern. Zu dem Andy von früher würden die Vorwürfe nicht passen, bei dem gerade kennengelernten Andy von heute sei sie sich aber nicht sicher.
Andy fährt weiter in seinen (fiktiven) Heimatort Grievow bei Schwerin, um Marina aufzusuchen. Diese arbeitet ausweislich ihres Kleinwagens in der ambulanten Pflege und wohnt mit ihrer Mutter in einem renovierungsbedürftigen Haus. Vorwurfsvoll fragt Andy sie, was die Anschuldigungen sollen und was sie sich dabei gedacht habe. Marina erklärt, sie wisse nichts von den Schreiben, auch nicht, wer sie geschrieben habe. Ebenso wie Katrin, Sven und Annett wirft sie Andy vor, damals einfach abgehauen zu sein. Was den Sex angehe, so sei es zwar keine Vergewaltigung gewesen, doch richtig gewollt habe sie es auch nicht. Dieses Ereignis habe ihre Beziehung mit Ronny zerstört und damit auch ihr Leben durcheinandergeworfen. Sie persönlich macht Andy jedoch keine offenen Vorwürfe deshalb.
Andy macht sich auf den Weg zu Ronny, der ebenfalls immer noch in der Nähe seines Heimatortes Grievow wohnt. Dort trifft er zunächst auf Ronnys deutlich jüngere Schwester Berit, die zwischenzeitlich im damaligen „Partyraum“ direkt am See ein Bistro eröffnet hat. Allerdings hat die COVID-19-Pandemie sie schon kurz nach der Eröffnung zur Schließung des Bistros gezwungen.

### Ronny
Ronny lebt zurückgezogen auf dem Campingplatz in unmittelbarer Nähe des Bistros an diesem See. Er war nach der gemeinsamen Schulzeit 18 Jahre bei der Bundeswehr und dabei im Kosovo und in Afghanistan eingesetzt; einige Ereignisse aus dieser Zeit belasten ihn stark. Auch er nimmt Andy den Weggang vor 30 Jahren übel und macht ihn für seinen heutigen Zustand mitverantwortlich. Sie hätten doch eine gute Zeit gehabt und haben zusammen Handball gespielt, der plötzliche Weggang passe nicht ins Bild. Andy stimmt dem zu und sagt versöhnlich, alles, was er heute sei, habe er Ronny zu verdanken. Nach einigen Bieren gibt Ronny zu, die Briefe und die E-Mail geschrieben zu haben, um Andy aus der Reserve zu locken. Er habe ihm – wie damals beim Handball – einen Pass zugespielt, den Andy jetzt angenommen habe. Andy wird wütend und macht Ronny heftige Vorwürfe, er würde wegen einer lange zurückliegenden „Teenie-Fickerei“ jetzt all das, was er sich aufgebaut habe, zerstören. Nach Vermittlung von Berit beruhigt Andy sich wieder, wenig später trinken sie gemeinsam mit Berit vor dem Bootschuppen Bier.
Am nächsten Morgen spricht Andy mit Berit und erfährt erstaunt, dass sie, einige Jahre jünger, damals sehr für ihn geschwärmt habe, so dass sein Weggang auch sie verletzt hat. Spontan beschließt Andy, ihr 250.000 € zur Verfügung zu stellen, damit sie ihren Traum vom eigenen Bistro am See weiter verwirklichen kann. In dem Moment fällt ein Schuss. Die beiden laufen zu Ronnys Hütte und sehen, dass er sich erschossen hat.
Nachdem die Polizei da war und der Leichnam abgeholt wurde, kommt Bea in einem Taxi angefahren. Sie nimmt Andy in dessen Auto mit. Er will nicht über das Erlebte reden, bittet sie jedoch unvermittelt, rechts neben der Straße am See anzuhalten. Er zieht sich aus und geht in dem See schwimmen.

## Produktion
- Für immer Sommer 90 wurde im Auftrag der ARD-Degeto von der Florida Film GmbH für Das Erste produziert. Die Dreharbeiten zum Film fanden im Zeitraum vom 29. Juli bis zum 12. August 2020 unter dem Arbeitstitel Die Clique von 1990 in Hamburg sowie in den Bundesländern Hessen, Mecklenburg-Vorpommern, Niedersachsen, Brandenburg und Sachsen statt.[5]

- Für den Ton zeichneten Hennig Jäger und Volker Zeigermann verantwortlich, für das Szenenbild Dorle Bahlburg, für das Kostümbild Susann Günther und für die Maske Maike Heinlein; die Kamera führte Moritz Schultheiß. Als verantwortliche Redakteure zeichneten Carolin Haasis und Christoph Pellander seitens der ARD Degeto.[5][4]

- Hauptdarsteller Charly Hübner arbeitete auch am Drehbuch mit – seinerseits eine Premiere.[6]

- Der Film arbeitet mit erkennbar improvisierten Dialogen, die mit einer oder mehreren bewegten Handkameras aufgenommen wurden (z. B. der Dialog mit Katrin).

- Abweichend vom „klassischen“ Roadmovie gibt es eine deutliche Trennung zwischen den Fahrten im Tesla-Fahrzeug durch die Landschaft, die handlungsarm sind, und den Stationen mit den Begegnungen und der Handlungsführung.

- Neben der Haupthandlung sind verschiedene teils kuriose Nebenhandlungen eingebaut. So legt Katrin einem Patienten, der wegen eines Spermatests erscheint, mehrere anregende Magazine auf den Tresen, die er jedoch mit einem Hinweis auf deren Zustand ablehnt. Sven zeigt Andy stolz seine technischen Gerätschaften, andererseits fordert Andy ihn auf, den Ladestecker des Tesla erst zu entfernen, nachdem er im Fahrzeug einen Schalter betätigt hat. Auf einem Parkplatz tritt Regisseur Jan Georg Schütte als Imbissmitarbeiter auf, der lediglich einige Bratwürste auf dem Grill hat, Andy aber zahlreiche Fleischgerichte aufzählt, die er ebenfalls zubereiten könne.

## Rezeption

### Kritik
TV Spielfilm fasst den Film wie folgt zusammen: „Kurz vorm Karrieresprung droht Investmentbanker Andy (Charly Hübner) der persönliche Super-GAU: Anonyme Schreiben unterstellen ihm eine Vergewaltigung im Jahr der Wiedervereinigung! Andy setzt sich ins Auto und besucht mögliche Absender der Sex-Briefe.“ Gesamturteil: „Feine Impro-Gala mit emotionalem Tiefgang“.
Thomas Gehringer von tittelbach.tv gibt dem Film 5 von 6 möglichen Punkten. Zusammenfassend schreibt er: „Im Kern erzählt der Film von den Brüchen im Leben der jungen Generation, die noch in der DDR aufwuchs und sich als Erwachsene im wiedervereinigten, kapitalistischen Deutschland zurecht finden musste. Prägnante Figuren, starke Besetzung & ein reduziertes Konzept, welches – vielleicht auch Corona-notgedrungen – zu den Anfängen von Jan Georg Schüttes Improvisations-Filmen zurückführt.“ Er endet seine Filmbesprechung mit folgendem Fazit: „Andys Heimkehr mündet in ein starkes, dramatisches und doch leises, melancholisches Finale. Keine Larmoyanz, keine Ostalgie, aber ein gefühlvoller, kenntnisreicher Blick auf die letzte junge DDR-Generation.“

### Einschaltquote
Die Erstausstrahlung von Für immer Sommer 90 am 6. Januar 2021 wurde in Deutschland von 3,94 Millionen Zuschauern gesehen und erreichte einen Marktanteil von 12,0 %.

### Auszeichnungen
2021: Grimme-Preis – Auszeichnung an Lars Jessen und Jan Georg Schütte (Buch/Regie) sowie Charly Hübner (Buch/Darstellung)